# Stazione di Nitanai
La stazione di Nitanai (似内駅?, Nitanai-eki) è una fermata ferroviaria non presenziata situata nella città di Hanamaki, nella prefettura di Iwate, ed è servita dalla linea Kamaishi della JR East.

## Linee ferroviarie
East Japan Railway Company
■ Linea Kamaishi

## Struttura
La stazione è costituita da un marciapiede a isola con due binari passanti.
| Lato stazione | ■ Linea Kamaishi | per Kitakami e Ichinoseki |
| Lato campagna | ■ Linea Kamaishi | per Hizume e Morioka      |

## Stazioni adiacenti
| «                              | Servizio       | »              |
| Linea Kamaishi                 | Linea Kamaishi | Linea Kamaishi |
| ------------------------------ | -------------- | -------------- |
| Hanamaki                       | Locale         | Shin-Hanamaki  |
| Il rapido "Hamayuri" non ferma |                |                |